# Теодино дельи Атти
Теодино дельи Атти (Teodino Degli Atti, O.S.B.) — католический церковный деятель XII века. На консистории 1164 года был провозглашен кардиналом-священником с титулом церкви Сан-Витале. Незадолго до 4 мая 1179 года стал кардиналом-епископом диоцеза Порто. Участвовал в выборах папы 1181 (Луций III) и 1185 (Урбан III) годов.